# Хлебушкина, Антонина Павловна
Антонина Павловна Хлебушкина — советский хозяйственный, государственный и политический деятель, Герой Социалистического Труда.

## Биография
Родилась в 1914 году в Самарской губернии. Член КПСС.
С 1926 года — на хозяйственной, общественной и политической работе. В 1926—1995 гг. — нянька у зажиточных крестьян, воспитательница в Таджикской и Узбекской ССР, директор Центральной детской туристско-экскурсионной станции в Ташкенте, директор Детского дома № 22 города Ташкент Узбекской ССР.
Известные выпускники детского дома № 22 города Ташкента — министр монтажных и специальных строительных работ Узбекистана Пулат Нугманов, народная артистка Узбекистана Тамара Юнусова, заслуженные артистки Узбекистана артистки балета Ольга Султанова и Флора Кайдани.
Указом Президиума Верховного Совета СССР от 16 декабря 1987 года за большие заслуги в коммунистическом воспитании, обучении, гражданском становлении детей-сирот и детей, оставшихся без попечения родителей присвоено звание Героя Социалистического Труда с вручением ордена Ленина и золотой медали «Серп и Молот».
Избиралась депутатом Верховного Совета Узбекской ССР 11-го и 12-го созывов.
Лауреат премии Ленинского комсомола (1986), Международной премии и золотой медали имени Льва Толстого (1987).
Умерла в Ташкенте в 1995 году, похоронена на Домбрабадском кладбище.